# Mario Maffioli
Mario Maffioli (Brescia, 28 ottobre 1909 – Cortona, 27 dicembre 2005) è stato un calciatore italiano, di ruolo centrocampista.

## Carriera
Dal 1928 al 1932 gioca per il Brescia quattro stagioni, una di Divisione Nazionale e difende i colori delle rondinelle anche nei primi tre campionati di Serie A. Fa il suo esordio nel Brescia diciottenne, il 30 settembre 1928 nella partita Brescia-Fiumana (3-2).
Nel 1932 passa nelle file del Napoli dove gioca una stagione in Serie A. Nel 1933-1934 gioca invece per il Padova in Serie A.
Lasciata Padova, prosegue la carriera con un'annata nel Pavia, in Serie B, e quindi ritornando brevemente al Brescia, che nell'ottobre 1935 lo presta al Padova, nel frattempo retrocesso in Serie C. Rientrato alle Rondinelle a fine stagione, viene posto in lista di trasferimento.
Nella Serie A a girone unico vanta un totale di 81 presenze.